# ريو فوكوي
ريو فوكوي (باليابانية: 福居良) هو موسيقي ياباني، ولد في 1 يونيو 1948 في بيراتوري في اليابان، وتوفي في 15 مارس 2016 في سابورو في اليابان بسبب لمفوما.

## وصلات خارجية
- ريو فوكوي على موقع IMDb (الإنجليزية)
- ريو فوكوي على موقع ميوزك برينز (الإنجليزية)
- ريو فوكوي على موقع أول ميوزيك (الإنجليزية)
- ريو فوكوي على موقع ديسكوغز (الإنجليزية)